# Kolonia Rybacka (Gdynia)

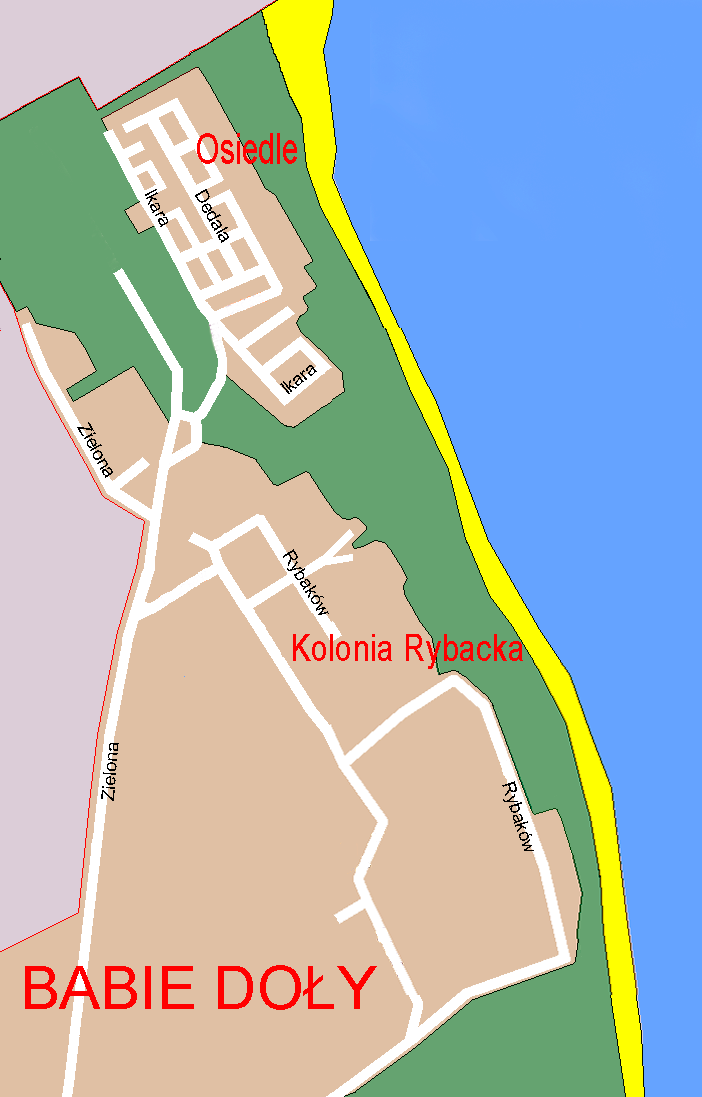
Położenie osiedla na mapie dzielnicy Babie Doły.

Kolonia Rybacka – osiedle w Gdyni położone w granicach dzielnicy Babie Doły na Kępie Oksywskiej i nad Zatoką Pucką. Obszar składa się z domków jednorodzinnych znajdujących się przy ulicy Rybaków. Potoczna nazwa wśród mieszkańców tego rejonu to tzw. Rybaki.
Przed wojną w Gdyni Kolonią Rybacką były nazywane szeregowe, jednopiętrowe budynki zbudowane w latach 1927–28, które znajdują się do dziś wzdłuż ulicy Waszyngtona 28/30 (dzielnica Śródmieście).